# NGC 1302
NGC 1302 je galaksija u zviježđu Kemijska peć.

## Vanjske poveznice
- SEDS: NGC 1302